# Cordilheira Huayhuash
Huayhuash (possivelmente do quíchua waywash, doninha, ou waywashi, esquilo) é uma cadeia de montanhas dos Andes peruanos no entorno das regiões de Ancash, Lima e Huánuco. Desde 2002 é uma área protegida da Zona Reservada da Cordilheira Huayhuash.

## Geografia

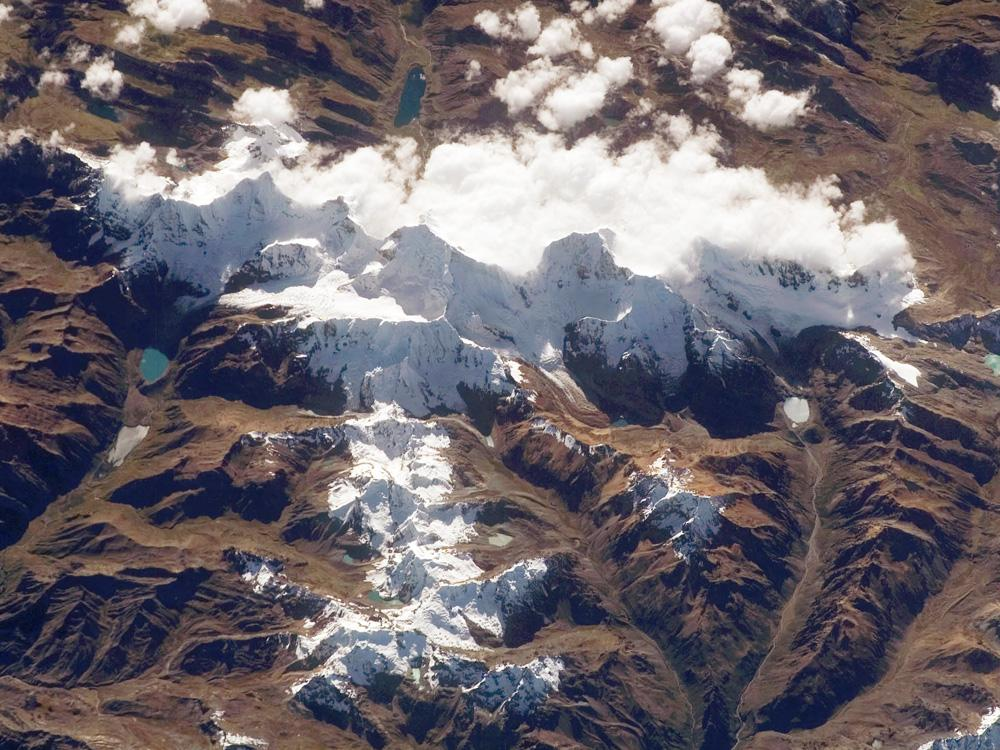
A Cordilheira Huayhuash, vista da Estação Espacial Internacional em 2008.

A Cordilheira  Huayhuash possui 30 km de extensão de norte a sul,  incluindo sete picos com mais de 6.000 m, incluindo Yerupajá, que, com 6617 metros, é o segundo pico mais alto do Peru. Outro pico notável, Siula (6.344 m) ficou através das palavras do montanhista Joe Simpson em seu livro Touching the Void. Em comparação com a vizinha Cordilheira Branca, a Cordilheira Huayhuash possui vales mais estreitos e passagens mais altas nas montanhas. Há diversos picos menores ao redor dos cobertos por gelo, e muitas passagens que excedem 5.000 m de altitude. É necessário percorrer uma distância considerável para encontrar terreno abaixo de 3.000 m, mesmo em vales. As áreas vegetadas da cordilheira fazem parte da ecorregião da puna úmida andina central .
Em 2002, o Ministério da Agricultura do Peru declarou a cordilheira de Huayhuash uma "zona reservada" e proibiu certas atividades econômicas, incluindo qualquer mineração futura.

### Picos
Os picos mais altos da cordilheira Huayhuash estão listados abaixo.
- Yerupajá, 6 617 metros (21 709 pé)
- Siula, 6 344 metros (20 814 pé)
- Sarapo, 6 127 metros (20 102 pé)
- Jirishanca, 6 094 metros (19 993 pé)
- Yerupaja Chico, 6 089 metros (19 977 pé)
- Rasac, 6 017 metros (19 741 pé)
- Carnicero, 5 960 metros (19 554 pé)
- Rondoy, 5 870 metros (19 259 pé)
- Seria N, 5 860 metros (19 226 pé)
- El Toro, 5 830 metros (19 127 pé)
- Tsacra (or Sacra), 5 774 metros (18 944 pé)
- Mituraju, 5 750 metros (18 865 pé)
- Jurau, 5 674 metros (18 615 pé)
- Trapecio, 5 653 metros (18 547 pé)
- Huacshash, 5 644 metros (18 517 pé)
- Suerococha, 5 625 metros (18 455 pé)
- Huacrish, 5 622 metros (18 445 pé)
- Ninashanca, 5 607 metros (18 396 pé)
- Quesillo, 5 600 metros (18 373 pé)
- Pariauccro, 5 572 metros (18 281 pé)
- Mitopunta, 5 571 metros (18 278 pé)
- Seria Punta, 5 567 metros (18 264 pé)
- Ancocancha, 5 560 metros (18 241 pé)
- Auxilio, 5 560 metros (18 241 pé)
- Cuyoc, 5 550 metros (18 209 pé)
- Huaraca, 5 537 metros (18 166 pé)
- Pumarinri, 5 465 metros (17 930 pé)
- Jirishanca Chico, 5 446 metros (17 867 pé)
- Sueroraju, 5 439 metros (17 844 pé)
- Rajucollota, 5 427 metros (17 805 pé)
- Puscanturpa, 5 400 metros (17 717 pé)
- Jullutahuarco, 5 400 metros (17 717 pé)
- Sarapococha, 5 370 metros (17 618 pé)
- Alcay, 5 300 metros (17 388 pé)
- Paria, 5 190 metros (17 028 pé)
- Suerococha (Ancash), 5 100 metros (16 732 pé)
- Suerococha (Cajatambo), 5 000 metros (16 404 pé)
- Julcán, 4 900 metros (16 076 pé)
- Gasha, 4 880 metros (16 010 pé)

## Trekking
A cordilheira se tornou conhecida pela atividade de trekking na forma do Circuito Huayhuash, que é considerado uma trilha desafiadora e, sem dúvida, muito mais exigente do que a famosa Trilha Inca no sul do Peru. Há menos pessoas percorrendo a Cordilheira Huayhuash do que a vizinha Cordilheira Branca. O circuito completo tem cerca de 130 km de extensão e dura entre dez e quatorze dias (dependendo da variante).
A maioria partes das caminhadas e a maioria dos acampamentos estão acima da linha de árvores dos 4000 metros, de modo que a paisagem parece montanhosa, proporcionando vistas amplas. A região conhecida por seus espetaculares lagos glaciais. Há também a presença de fontes termais,  mais precisamente na base de acampamento Viconga. A fauna é diversa, e podem ser vistos condores, lhamas, alpacas e viscachas. O trekking tem maior procura nos meses secos de inverno, de maio a setembro, e as cidades de  Huaraz e Caraz  (a 100 e 167 km de distância) são usualmente os pontos iniciais para contratar a atividade.

Ainda mais desafiador é o Circuito Alpino de Huayhuash, que circunda os picos mais próximos. O circuito Alpino envolve escalada e atravessar geleiras e leva de 8 a 10 dias para ser concluído.

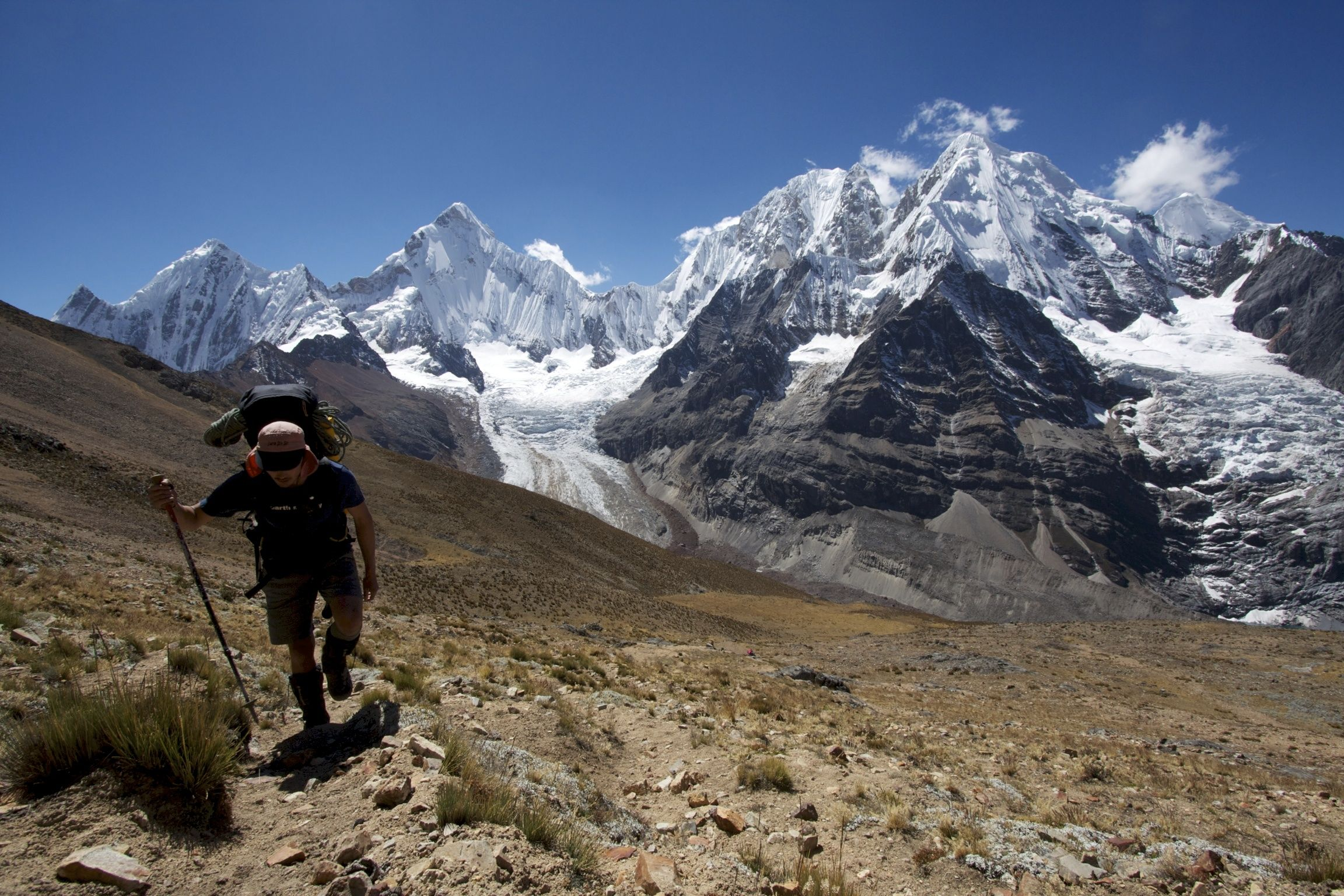
Caminhando pelo Circuito Alpino na cordilheira Waywash. Ao fundo estão os picos Rasac, Yerupaja, Siula Grande e Sarapo.

## Geologia
A região é composta principalmente de calcário, presente com de arenito e ardósia. Essas rochas sedimentares se originaram como depósitos no fundo do oceano, posteriormente elevadas e dobradas por convergência das placas tectônicas . Com o tempo, essas rochas sofreram erosão e adquiriram rachaduras. Fósseis marinhos, como bivalves e amonitas, podem ocasionalmente ser encontrados incrustados na rocha da cordilheira.

## Biodiversidade
A área preserva pradarias andinas de alta altitude com manchas florestais. Algumas das espécies arbóreas nativas presentes na área são o amieiro andino e as árvores do gênero Polylepis.
Os animais que podem ser encontrados na área incluem o saí-grande (Conirostrum binghami), o azulito-alto-andino (Xenodacnis parina), o pato-das-torrentes, o gato-das-montanhas-andinos, a taruca, o condor-dos-andes, o falcão-peregrino, a galeirão-gigante, etc.